# Valdehúncar
Valdehúncar település Spanyolországban, Cáceres tartományban. Valdehúncar Millanes, Peraleda de la Mata, Bohonal de Ibor, Mesas de Ibor és Belvís de Monroy községekkel határos. Lakosainak száma 186 fő (2024).

## Népesség
A település népessége az elmúlt években az alábbi módon változott:
| Lakosok száma | 214  | 207  | 194  | 212  | 210  | 198  | 182  | 175  | 179  | 186  |
|               | 2001 | 2004 | 2006 | 2009 | 2011 | 2014 | 2016 | 2019 | 2021 | 2024 |